# كيفن ماكنالي
كيفن ماكنالي (بالإنجليزية: Kevin McNally)‏ هو ممثل بريطاني، ولد في 27 أبريل 1956 ببرستل في المملكة المتحدة. بدأ مشواره المهني سنة 1976.

## أعمال

### أفلام
- (1977) الجاسوس الذي أحبني[5]
- (1992) ستالين 1992
- (1997) سبايس ورلد[6]
- (1998) الأسطورة 1900[7][8]
- (2003) جوني إنجلش[9]
- (2003)  لعنة اللؤلؤة السوداء[10][11]
- (2004) شبح الأوبرا[12]
- (2006)  صندوق الرجل الميت
- (2007)  في نهاية العالم
- (2008) فالكيري[13][14]
- (2011)  في بحار غريبة
- (2012) الغراب
- (2012)  في مصلحة الأمة[15]
- (2017)  الرجال الأموات لا يحكون حكايات[16]

### مسلسلات
- الناجي المعين
- جواسيس واشنطن

## وصلات خارجية
- كيفن ماكنالي على موقع IMDb (الإنجليزية)
- كيفن ماكنالي على موقع روتن توميتوز (الإنجليزية)
- كيفن ماكنالي على موقع ألو سيني (الفرنسية)
- كيفن ماكنالي على موقع ميوزك برينز (الإنجليزية)
- كيفن ماكنالي على موقع أول موفي (الإنجليزية)
- كيفن ماكنالي على موقع قاعدة بيانات برودواي على الإنترنت (الإنجليزية)
- كيفن ماكنالي على موقع قاعدة بيانات الأفلام السويدية (السويدية)
- كيفن ماكنالي على موقع إن إن دي بي (الإنجليزية)
- كيفن ماكنالي على موقع قاعدة بيانات الفيلم (الإنجليزية)
- كيفن ماكنالي على موقع كينوبويسك (الروسية)